# Ptychohyla panchoi
Ptychohyla panchoi es una especie de anfibio anuro de la familia Hylidae, género Ptychohyla. Es endémico de Guatemala. La especie esta amenazado por destrucción de hábitat, contaminación del agua, y posiblemente por los efecto de la quitridiomicosis.

## Distribución y hábitat
Su área de distribución incluye la Sierra de las Minas, Montañas del Mico, y Sierra Xucaneb.  
Su hábitat natural se compone de bosque húmedo tropical en la cercanía de cursos de agua. Su distribución altitudinal oscila entre 100 y 895 m s. n. m.